# Blånande fingersvamp
Blånande fingersvamp (Ramaria abietina) är en svampart som först beskrevs av Christiaan Hendrik Persoon, och fick sitt nu gällande namn av Lucien Quélet 1888. Enligt Catalogue of Life ingår Blånande fingersvamp i släktet Ramaria, och familjen Gomphaceae, men enligt Dyntaxa är familjen istället Ramariaceae. Arten är reproducerande i Sverige. Inga underarter finns listade.